# Along
Along är en distriktshuvudort i Indien.   Den ligger i distriktet West Siang och delstaten Arunachal Pradesh, i den östra delen av landet, 1 700 km öster om huvudstaden New Delhi. Along ligger 268 meter över havet och antalet invånare är 18 425.
Terrängen runt Along är huvudsakligen kuperad. Along ligger nere i en dal. Runt Along är det ganska tätbefolkat, med 80 invånare per kvadratkilometer. Det finns inga andra samhällen i närheten. I omgivningarna runt Along växer i huvudsak städsegrön lövskog.
Utanför Along ligger Along flygplats.